# Џорџ Хамилтон-Браун
Џорџ Хамилтон-Браун (енгл. George Hamilton-Browne; 1844-1916), британски војник и писац. Учествовао је у Англо-Зулу рату (1879) као један од заповедника Наталског домородачког контингента и био је један од ретких преживелих очевидаца битке код Исандлуане. Његова књига Изгубљенa легиja у Јужној Африци је важан примарни извор за британску војну историју.

## На филму
Приказан је са симпатијама у филму Зора Зулуа из 1979. године, а улогу је тумачио британски глумац Најџел Девенпорт.